# José Sabogal Wiesse
José Rodolfo Sabogal Wiesse (Lima, 12 de octubre de 1923 - Ibidem, 12 de febrero de 1983), fue ingeniero agrónomo, sociólogo, investigador, ensayista y escritor en tanto fue autor de libros y artículos sobre la cultura andina.

## Biografía
José Sabogal Wiesse nació en Lima, siendo hijo de la escritora y crítica de cine María Wiesse y del pintor José Sabogal. Realizó sus estudios primarios en el colegio alemán de Miraflores; los secundarios en el colegio anglo-peruano "San Andrés" de Lima; y los universitarios en la Universidad Nacional Agraria "La Molina", donde posteriormente dictó cátedra. Fue becario de los institutos de Colonización Agrícola de Florencia en Italia y de Israel; del Instituto Indigenista Interamericano de México; de la Academia de Ciencias de Polonia; de la Fundación Fulbright en la Universidad de Florida; así como profesor visitante de la Universidad de Gotinga. Durante nueve años fue funcionario del Banco Agrario en la ciudad de Huancayo. Trabajó posteriormente en SINAMOS y en el Ministerio de Industria y Turismo en Lima. En 1958, se casó en Lima con Józefa María Dunin Borkowska, con la que tuvo tres hijas.

## Obra publicada

### Libros
- La comunidad andina (Compilación), México, Instituto Indigenista Interamericano, 1969;[1]
- Chimor: Una antología sobre el Valle de Chicama (Compilación), México, Instituto Indigenista Interamericano, 1975;
- La cerámica de Piura (dos tomos), Quito, Instituto Andino de Artes Populares (IAAP), 1982;

#### Libros póstumos
- Swadeeshi (Presentación y selección de artículos de las obras completas de Gandhi), Quito, Instituto Andino de Artes Populares (IADAP), 1983;
- Cerámica Yunga, Piura, CIPCA, Biblioteca regional N°3, 1987;
- Viajero en Huamanga, Lima, Universidad Nacional Agraria La Molina, 1993;
- Centenario de Don Joaquín López Antay (En coautoría con Pablo Macera), Lima, Pontificia Universidad Católica del Perú, Instituto Riva Agüero, 1997;[2]
- Agricultura tradicional yunga, Lima, Sociedad Geográfica de Lima, 2017;

### Separatas
- Estudio socio-económico del ámbito cultural (Con T. Álvarez y  A. Escobar), Lima, SINAMOS, 1974;
- Estudio socio-económico del ámbito cultural (Con T. Álvarez y J. Vildosola), Lima, SINAMOS, diciembre de 1974;
- Estudio socio-económico del ámbito cultural (Con T. Álvarez, A. Escobar, J. Vildosola y M. Morante), Lima, SINAMOS, 1975;
- Santiago de Cao y el Valle de Chicama (Compilación), Lima, Universidad Nacional Agraria La Molina, 1976;[3]
- Artesanías, arte popular y artesanos en el Perú, Lima, SINAMOS, 1975;
- Del arte vernacular y sus perspectivas, Lima, Centro de Investigaciones Socioeconómicas (CISE), Universidad Nacional Agraria, 1976;[4]
- Narraciones y fábulas del Terruño, Lima, Centro de Investigaciones Socioeconómicas (CISE), Universidad Nacional Agraria, junio, 1977;[5]
- Relaciones económicas y alimentos en Socos, Lima, Estudio N.º 7 del proyecto SINEA, Ministerio de Agricultura y Alimentación, 1978;[6]
- Siete sitios cerámicos en la Región de Piura, Lima, Ministerio de Trabajo - Ministerio de Industria, Turismo e Integración, 1978;
- Revisita a Pucará, Instituto de Estudios Andinos, volumen 2 de los cuadernos de IEA, 1978.[7]
- El maíz en los Andes (Compilación), Lima, Pontificia Universidad Católica del Perú, Dpto. de Ciencias Sociales, área de antropología, 1981;[8]
- Artes populares y artesanía en el Perú, Lima, Ministerio de Industria, Turismo e Integración, 1982.

### Publicaciones en la prensa (selección)
- La materia orgánica en los suelos de nuestra costa, revista Agronomía, octubre de 1944;
- Le comunita indigene nel Peru, Italia, Rivista di agricoltura subtropicale e tropicale, Año XLVI, N° 7 - 9, julio - setiembre de 1952;
- La región selvática del Satipo, revista Mensajero Agrícola, N° 128, Lima, octubre de 1953;
- El crédito agrícola supervisado en los Estados Unidos y en el Estado Libre Asociado de Puerto Rico, revista La vida agrícola, Lima, diciembre de 1956, vol. XXXIII, N° 397, pág. 981;
- El "indio" campesino de la sierra. Respecto a la raza de los peruanos, revista La vida agrícola vol. XXXIV, N° 404, pág. 463, Lima, julio de 1957;
- La reforma agraria en el Perú, revista Mensajero Agrícola, julio - agosto de 1962, N° 152, pág. 18;
- El proyecto piloto de la margen derecha del Valle del Mantaro, separata de la revista Desarrollo y Democracia, Lima, 1964, N° 4;
- Las migraciones en Santiago de Cao, separata de anales científicos de la Universidad Nacional Agraria La Molina, enero - junio de 1967;
- Belen patapi (en el morro de Belén), revista de la Universidad San Cristóbal de Huamanga, 1967;
- Las campiñas de la costa, revista Mensajero agrícola N.º 182, 1968;
- El robo a los Andes, revista América indígena, México, 1970, vol. XXX, N° 4;
- El soldado, revista Campesino, Lima, 1971, N° 4, pág. 73;
- Las tres desgracias de los artesanos, revista Suceso, domingo 4 de agosto de 1974;
- "La casa verde" de Mario Vargas Llosa, Huancayo, revista Churmichasun, junio de 1976, N° 2, pág. 13;
- Leyenda y cerámica en Aco, diario Correo, 16 de octubre de 1976;
- Colonización y reforma agraria, revista Mensajero Agrícola N° 137, Lima, setiembre de 1980;
- La última entrevista a don Joaquín, Lima, diario Expreso, 30 de junio de 1981;
- Recuerdos y metodología del pintor Sabogal, revista Boletín de Lima, Lima, noviembre de 1982, Año 4, N° 24, pág. 44;
- Viaje al país de los Andes, revista Mensajero Agrícola, vol. XXIII, N° 147, pág. 22;
- Santiago de Chuco, la tierra de César Vallejo, revista 7 días del Perú y del mundo, pág. 52;
- La hacienda Cartavio en el Valle de Chicama (en coautoría con Ricardo Rivera R.), revista Proceso, pág. 119;
- Gallito ciego es cuento de hadas, periódico regional progresista del Valle de Jequetepeque Takaynamo, pág. 16;

## Obra inédita
- Entre su mucha obra aún inédita podemos mencionar Las transformaciones ocurridas en los oasis de la costa norte del Perú, libro traducido por su esposa al polaco.

- Alfareros golondrinos del valle de Jequetepeque. Conferencia inédita presentada en Lima, en el III Congreso Nacional de Folklore - Víctor Navarro del Águila en 1977.